# La Solitude (album)
 (novembre 2017).
Si vous disposez d'ouvrages ou d'articles de référence ou si vous connaissez des sites web de qualité traitant du thème abordé ici, merci de compléter l'article en donnant les références utiles à sa vérifiabilité et en les liant à la section « Notes et références ».
Albums de Léo Ferré
Amour Anarchie
(1970) La Chanson du mal-aimé
(1972)
Singles
1. La Solitude
Sortie : 1971

La Solitude est un album de Léo Ferré, paru en 1971. Il y est accompagné par le groupe de rock progressif Zoo.

## Historique
Dès janvier 1969, dans l'interview du journaliste François-René Christiani pour le magazine Rock & Folk rassemblant Léo Ferré, Georges Brassens et Jacques Brel, Ferré manifeste un intérêt plus marqué que ses « collègues » pour le rock anglo-saxon. Il voit dans la « musique pop » un moyen de dépoussiérer les vieilles habitudes du paysage musical français (ainsi que ses propres habitudes). Il aime écouter durant ses trajets en voiture les Beatles, les Moody Blues, King Crimson, Pink Floyd...
Après avoir essayé de se rapprocher des Moody Blues, dont il s'est inspiré pour créer C'est extra (qui élargit considérablement son audience auprès de la jeunesse)[réf. souhaitée], après avoir enregistré cette même année 1969 à New York une version de son poème insurrectionnel Le Chien avec des musiciens de jazz-rock (John McLaughlin et Billy Cobham, respectivement guitariste et batteur du Mahavishnu Orchestra, et Miroslav Vitouš, bassiste de Weather Report), Léo Ferré fait la connaissance du jeune groupe de rock français Zoo à la faveur des sessions d'Amour Anarchie en 1970. Il enregistre avec eux La « The Nana » et réenregistre Le Chien.
Le 4 juin 1971, Ferré donne un concert de soutien au journal Politique hebdo avec les Zoo et son pianiste habituel Paul Castanier, aux Halles de Paris, dans le Pavillon Baltard alors promis à une démolition prochaine (une photo prise par Patrick Ullmann lors de ce concert ornera le verso de la pochette du disque à venir).
Ferré se voit alors sans doute proposer par sa maison de disque de collaborer de manière plus poussée avec le groupe (qu'elle a par ailleurs signé et qu'elle souhaite mettre en avant)[réf. nécessaire]. Il accepte, bien qu'il reste d'une sensibilité avant tout « musique classique ». Il entre en studio avec les Zoo en octobre 1971. Le groupe est présent sur sept des neuf titres de l'album.
Quatre titres (La Solitude, Ton Style, Les Pops, Tu ne dis jamais rien) sont adaptés en italien par Enrico Médail et chantés en 1972 par Ferré dans l'album La Solitudine.

## Caractéristiques artistiques

### La Solitude
Le morceau est construit autour d'un texte en prose dit par Ferré sur une tenue d'orgue électrique et entrecoupé à quatre reprises par le même thème musical joué à la flûte traversière (puis aux cordes), sur lequel Léo Ferré se contente de répéter « la solitude... ». La chanson se termine par un solo de guitare électrique sur le thème joué ad libitum aux cordes, à l'orgue et aux cuivres. Ce morceau est un exemple de fusion réussie entre la musique pop et une approche symphonique.

### Le Conditionnel de variétés
Cette chanson est créée sur scène par Léo Ferré en 1971. Le texte, très militant en apparence, dénonce « à chaud » l'interdiction du journal maoiste La Cause du peuple en mai 1970, accompagnée de l'arrestation de ses directeurs Michel Le Bris et Jean-Pierre Le Dantec. Ceux-ci étant par ailleurs dirigeants de la Gauche prolétarienne (organisation d'obédience maoïste elle aussi interdite dans la foulée par le répressif ministre de l'intérieur Raymond Marcellin, surnommé « Raymond-la-matraque » dans les années suivant Mai 68). Ferré, viscéralement anti-autoritaire et ardent défenseur de la liberté d'expression, s'engage dans la défense d'un journal avec lequel il n'a aucun point commun politiquement. Le titre de la chanson a été suggéré à Ferré par son ami l'écrivain Jean-Pierre Chabrol.

## Réception et postérité
- La Solitude a été reprise par Patty Pravo en 1972 sous la forme d'un instrumental. Elle a été chantée par Hubert-Félix Thiéfaine lors d'un concert donné au Zénith en 1995, par le groupe Tue-Loup en 2003, par Marcel Kanche en 2012, par le collectif rap La Vie d'artiste en 2013 et par Frasiak en 2016.
- Tu ne dis jamais rien a été reprise par les chanteuses Ann Gaytan et Renée Claude en 1994, par Christophe Bell Œil en 2003. Sa version italienne a été reprise par de nombreux artistes italiens, parmi lesquels le groupe Les Anarchistes en 2002, Paola Turci en 2005 et les Têtes de Bois en 2014.
- À mon enterrement a été reprise par Christophe Bell Œil en 2003 et Marcel Kanche en 2012.
- Le Conditionnel de variétés a été reprise par le groupe Eiffel en 2003.
- En 2009, les frères Larrieu utilisent l'intégralité de la chanson Ton style pour accompagner la fin de leur film de science-fiction apocalyptique Les Derniers Jours du monde.
- Les Albatros a été reprise en 2010 par la chanteuse Annick Cisaruk, ainsi que Ton style en 2016, auparavant reprise par Didier Barbelivien en 2003, Philippe Guillard en 2012 et Emmanuel Depoix en 2014.
- L'album est inclus dans le livre[6] que le critique rock Philippe Manœuvre consacre à plus de 120 albums de rock français jugés essentiels selon lui.
- Ton style a été intégralement reprise en 2020 dans l'adaptation du roman Le côté de Guermantes de Marcel Proust par la troupe de la Comédie Française, mise en scène par Christophe Honoré. Stéphane Varupenne interprète la chanson en s'accompagnant à la guitare électrique.

## Titres
Tous les textes et musiques sont de Léo Ferré.
| 1. | La Solitude       | 5:21 |
| 2. | Les Albatros      | 3:09 |
| 3. | Ton style         | 3:37 |
| 4. | Faites l'amour    | 4:11 |
| 5. | À mon enterrement | 3:19 |

| 6. | Les Pops                    | 5:07 |
| 7. | Tu ne dis jamais rien       | 5:56 |
| 8. | Dans les Nights             | 4:12 |
| 9. | Le Conditionnel de variétés | 4:57 |

## Musiciens
- Zoo (pistes 1, 2, 4-6, 8, 9) : 
  - André Hervé : orgue électrique, piano, guitare électrique
  - Michel Ripoche : trombone, saxophone ténor, violon électrique
  - Daniel Carlet : saxophones alto, baryton, soprano, flûte, violon électrique
  - Michel Hervé : basse électrique
  - Christian Devaux : batterie
- Les musiciens de la formation symphonique assemblée par Léo Ferré n'ont pas été identifiés à ce jour.

## Production
- Arrangements : Léo Ferré (pistes 3 et 7), Léo Ferré & Zoo (piste 1), Zoo (pistes 2, 4-6, 8, 9)
- Direction d'orchestre : Léo Ferré (pistes 1, 3 et 7)
- Prise de son : Claude Achallé, assisté de Philippe Omnes
- Coordination musicale : Pierre Chaillé
- Supervision : Richard Marsan
- Crédits visuels : Geneviève Vanhaecke (recto pochette), Patrick Ullmann (verso pochette)
- Textes pochette originale : Françoise Travelet et Léo Ferré, Richard Marsan

## Historique des éditions
- Référence originale 33 tours vinyl 30 cm - Barclay réf. 80 449
- Réédition vinyl dans la série Barclay en 14 volumes : Vol. 11 La solitude -  Barclay réf. 90 311
- Réédition en CD - Barclay 539 839-2